# Alex Finney (cầu thủ bóng đá, sinh 1902)
Alexander Finney (13 tháng 3 năm 1902 – 1982) là một cầu thủ bóng đá người Anh được biết đến nhiều nhất với thi đấu cho Bolton Wanderers, có gần 500 lần ra sân ở Football League. Ông thi đấu cho đội bóng tại Chung kết Cúp FA 1923 và 1929.